# キミ犯人じゃないよね?
『キミ犯人じゃないよね?』（きみはんにんじゃないよね、英: Aren't You a Criminal?）は、2008年4月11日から6月13日まで毎週金曜日23:15 - 翌0:10に、テレビ朝日系の「金曜ナイトドラマ」枠で放送された日本のテレビドラマ。主演は貫地谷しほり。
略称は『キミハン』。

## 概要
貫地谷演じる推理作家の卵・森田さくらと、要潤演じるイケメンセレブ刑事・宇田川教生の凸凹コンビが、巧妙なトリックに挑む推理コメディ。キャッチコピーは「バイトで刑事（デカ）しちゃだめですか?」。
殺人事件が発生し、宇田川とバイトで雇われたさくらが共に捜査を進め真犯人を突き止めるというストーリー展開。その真犯人は冒頭で明示しないが、毎回必ず宇田川が惚れた（作中では「もってかれた」と呼称）女性という変則的な倒叙ミステリーとなっている。ギャグタッチなので捜査手法やトリックの科学性などは大雑把であるが、各捜査員とさくらの距離、基礎的な聞き込みまでさくらがやり直している事情など、人物関係はかなり丁寧に設定されている。さくらを演じる貫地谷がバイトや潜入捜査のために毎回多彩な衣装を披露する、コスプレ的趣向も番組の大きな特徴だった。
本作のメイン脚本家である林誠人は、『ケータイ刑事 銭形シリーズ』でもメイン脚本家であり、同シリーズのパロディは多く用いられ、第5話における宇宙人に会うための呪文「ベントラ、ベントラ、スペースピープル」は『ケータイ刑事 銭形泪』の第2話で使われた設定と同じであり、鑑識課員の柴田太郎はケータイ刑事シリーズに出演した同名の人物がそのまま登場している。また、第4話において「ささやき刑事」が言った「匂う、悪の香り」という台詞は『ケータイ刑事 銭形愛』のキメ台詞そのままである。また、『ケータイ刑事 銭形シリーズ』の脚本家では加藤淳也も当作品の脚本に参加している。宇田川の惚れ癖は「男はつらいよ」のパロディーでもあり、柴田と宇田川以外の3人のレギュラーの役名は同シリーズにちなんでいる。
『ちりとてちん』に続く貫地谷の連続ドラマ出演作。また貫地谷はこのドラマで民放ドラマ初主演だった。
作家の小林信彦は放映途中に週刊文春連載コラムでこのドラマを取り上げ（のち単行本『B型の品格』に収録）、特に貫地谷のコメディエンヌぶりは海外ドラマでも比類がないとまで絶賛した。

## 登場人物

### 主要人物
森田さくら〈23〉
演 - 貫地谷しほり（幼少期：松浦愛弓）
推理作家の卵。子供の頃から推理小説を好み、推理作家を夢見ているが未だ芽は出ておらず、生計を立てるために幾多のバイトを掛け持ちしている。自称「神出鬼没のアルバイター」。一目で見たものを覚えられる卓越した記憶力と「刑事コロンボ」のような推理力を持ち主ではあるが、学業成績は芳しくなかった。事件の謎が解けたときの決め台詞は「森田さくら、このヤマいただきっ!!」。お金に対する執着はすさまじく、特売品をさらに値引きしようと交渉することもしばしば。宇田川への捜査協力もひとつのバイトであると捉えており、何かと理由をつけて莫大な料金のバイト代を請求している。突っ込み気質でお約束に敏感。子供の頃に宇田川と間違われて誘拐されたことがあり、記憶力は人一倍あるさくらではあるが、その記憶だけはどうしても思い出せないでいた。さくらがその記憶を奥底に封じ込めてしまった理由は誘拐犯から解放された際に子供の頃の宇田川に惚れられたからであり、宇田川には死んでも知られたくないらしい。ちなみに火星人-（マイナス）。寝ぼけ方が凶暴で、止むを得ずさくらに添い寝した宇田川が被害に遭っている。
宇田川教生〈25〉
演 - 要潤（幼少期：吉野翔太）
富士見警察署の警部補。祖父が国会議員、叔父が最高裁判所の判事、父が大地主、遠縁に警察庁長官という身の上で育ったサラブレッド。その環境故に周囲から腫れ物扱いされ「坊ちゃん」と呼ばれている。見た目はイケメンなのだが、ドジで頼りない。また決して無能ではないのだが、文字通り坊ちゃん気質で単純な性格のためか、人を信じやすくだまされやすい。何でも金で解決する傾向があり、さくらを私費で雇って事件を解決させては自分の手柄にし、高価な金貨を差し出して自白を頼んだこともある。本人は全く自覚がないが非常に惚れ性な性格で、毎回真犯人の女性に惚れてしまい、事件解明の前に「あなた犯人じゃありませんよね?」と質問をすることがパターンになっており、惚れた女性のために犯罪を隠匿しようとすることもある。第4話でさくらの口車に乗り月の土地を購入した。最終回で、本人は憶えていないが実は幼少期にさくらと出会い「もってかれ」ていたことが発覚する。

### 富士見警察署
柴田太郎〈33〉
演 - 金剛地武志
鑑識官。BS-iで放送されている『ケータイ刑事 銭形シリーズ』の登場人物であり本庁から富士見署に異動してきた。本庁復帰を狙っているが、宇田川に「本庁はもう一人の柴田さんに任せておけばいい」と言われていた（本編最終話）。宇田川にだけ特別な情報を齎す。勝手に事件の推理や、捜査に口を出す。柴田一号（柴田正和）、柴田二号（康智）という部下がいる。「遺体は真実を語っている!!」という決め台詞をともに左右の手袋をはめなおすポーズをとる。事件現場の関係者達は揃って同じポーズをする事を心待ちにしているが、回を重ねるごとにしつこさが増していき、後半は煩わしがられていた。なお、金剛地は最終話に別の役でも出演している。
太宰久司〈45〉
演 - 渡辺いっけい
捜査主任（警部）で宇田川の上司。事なかれ主義者で宇田川の扱いに気を揉んでいる。民間人なのに事件に首を突っ込むさくらを「作家の卵」と呼びバカにしている。節子という妻がいたが（おそらく第1話と第2話の間に）別居または離婚。趣味はボトルシップとマッチ棒クラフト。
前田銀二〈30〉
演 - 池田努
刑事。太宰の幇間（たいこもち）。周囲の意見に左右されやすい。さくらを最も毛嫌いしているのだが、宇田川が来るとさくらがくるのかいちいち確認するため、太宰・宇田川らに実は惚れていると噂を立てられた。
警官
演 - 田中大輔
富士見署の警官。事件現場前で立ち入り等を監視している。

### その他
中川明美〈28〉
演 - 小川奈那
さくらの持ち込み先の出版社の編集者。さくらの小説に対しかなり辛辣な評価を下している。「女なんだから」が口癖。初対面の祐二に惚れてそのまま相思相愛となり、最終回で婚約していることを明らかにした。
森田かえで〈17〉
演 - 小島藤子
さくらの妹。姉と反対に秀才で社交的なしっかり者で、名門進学校に通っている。意外とマナーに厳しく、姉が占い師で詐欺紛いの行為を起こそうとした時は止めようとした。最終回にて姉と結託し宇田川から巻き上げた大金で高級マンションを購入した事を宇田川に報告していた。
堀江祐二〈35〉
演 - 萩野崇
さくらのバイト先である居酒屋の雇われ店長。
藤村寛平
演 - 升毅（友情出演 / 第1話・第4話・第8話・最終話）
俳優。通称「ささやき刑事」。作中のドラマ「ささやき刑事」で犯人の美女の耳元で囁く「キミ犯人だよね?悪いようにはしないから……」が決め台詞で、逮捕前に必ず犯人とベッドを共にするというとんでもない設定の刑事を演じている。主演ドラマの犯人役にさくらを抜擢したり、殺人容疑をかけられたさくら（と宇田川）の逃走を手助けするなど、目をかけている。常にささやき刑事のキャラを通しており、4話で逃亡した犯人を捕らえた時、相手が男性にもかかわらず決め台詞を決め、さくらに突っ込まれた。
梅子
演 - 天手鼓舞（第1話・第4話・第8話・最終話）
ささやき刑事こと藤村寛平の付き人。

### ゲスト

#### 第1話
ユリ&ミキ
さくらが師事しているユリとミキの共同ペンネーム。「ささやき刑事」の生みの親でもある。
市原ミキ
演 - 黒谷友香
『ユリ&ミキ』での役割は広報を担当している。性格はユリとは対照的に人当たりは良い。
夏目ユリ
演 - 久保田磨希
『ユリ&ミキ』での役割は小説の執筆。あらゆる方面で敵を作り、恨みを買う人物も多い。
橋口アヤ
演 - 宍戸美和公
ユリ&ミキのライバルの推理作家。ユリとは犬猿の仲。自身にアリバイがない事を主張するも態度が終始嫌味。
門倉
演 - 吉田晋一
ユリ&ミキの担当編集者。ユリとは男女の関係にある。
八百屋店主
演 - 川俣しのぶ
八百屋「マルダイ」の店主。

#### 第2話
我孫子尚美
演 - 新山千春
レストラン「VENTRO MONTAGNA」の見習いシェフ。殺人事件の第一発見者で犯人に突き飛ばされ気を失っていた。雪山の遭難事故で亡くなった父の残した味を守るためにシェフとなった。
栗原勝也
演 - 松田賢二
「VENTRO MONTAGNA」で働いていた男。店の売上金を着服していたり金銭面ではルーズで大屋とは金銭問題で揉めていた。
大屋正和
演 - 坂田雅彦
「VENTRO MONTAGNA」のオーナーで事件の被害者。尚美の父とは共同経営者という間柄。
大熊タカシ
演 - 吉見純麿
レストランに野菜を搬入している八百屋。
松井
演 - 大熊啓誉（シャカ）
コンビニ店員。事件当日は寸借詐欺を巡り客と揉めていた。
オカマ
演 - 深沢敦、前田健
「Club Asedaku」店員。

#### 第3話
君津奈々
演 - 星野真里
愛華女学院高等学校の教師で3年生の担任。合唱部副顧問。
船橋純也
演 - 菊池均也
愛華女学院高等学校の英語教師で事件の被害者。海外の大学院に赴任予定だった。
清原三和
演 - 星井七瀬
愛華女学院高等学校の生徒。毎回学年トップを取っている秀才で学級委員も務める。
サンディ・耀子・黒部
演 - 中別府葵
愛華女学院高等学校の生徒。祖父がアメリカ人のクオーター。学校に内緒で芸能活動をしておりそのことで船橋に反目している。
三条郁夫
演 - 森下哲夫
愛華女学院高等学校の教頭。
警備員
演 - 土田アシモ
愛華女学院高等学校の警備員。

#### 第4話
鴨川里紗
演 - 山口紗弥加
劇団「かんじんかなめ」の舞台女優。何度かオーディションを受け続け、「ささやき刑事」に出演するようになる。
西城五郎
演 - 池田鉄洋
劇団「かんじんかなめ」の座長兼演出家。周囲からの評判は芳しくない。
浜田山
演 - 大堀こういち
劇団「かんじんかなめ」の元劇団員。西城と派手な喧嘩をして劇団を去る。
赤松
演 - 六角精児
白木
演 - 渡邉紘平
福島
演 - まいける
上記3人は、劇団「かんじんかなめ」団員。

#### 第5話
流山まどか
演 - 片瀬那奈
「ルナルナパーク」の副園長。大手企業から経営を立て直すために「ルナルナパーク」に派遣された。気が強く勝気な性格のクールビューティー。
矢作純一郎
演 - 佐藤正宏
謎の失踪をとげた「ルナルナパーク」の園長。宇宙人マニア向けの経営を推奨し、まどかと対立していた。
平井克昭
演 - 武野功雄
矢作の秘書。まどかと矢作の喧嘩を目撃し、矢作がまどかに殺害されたのではと懸念する。

#### 第6話
習志野京香
演 - 紺野まひる（幼少期：新志穂）
宇田川家と懇意にしている習志野家の花嫁。宇田川とは幼少期からの幼馴染で、結婚の約束をしたことがある。
篠崎真司
演 - 松澤一之
習志野家の親戚筋。自身の道楽で家を潰してからは、習志野家の当主に金をせびりに来ている穀潰し。
習志野康三
演 - 潮哲也
習志野家の当主。
三田村弘
演 - 窪寺昭
京香の婚約者。三田村グループの次男で幹部候補。京香との結婚は政略結婚。
千代子
演 - 池谷のぶえ
習志野家の家政婦。習志野家の内部事情にも詳しい。さくらと宇田川の関係が親密なものとして誤解している。
村上藤一郎
演 - 大高洋夫
習志野家の庭師。終始不気味な雰囲気を醸し出している。京香のことを案じている。

#### 第7話
野田はるか
演 - 矢吹春奈
野田しずか
演 - 松永京子
野田あすか
演 - 小松彩夏
上記3人は、オーガニック野菜ケーキ専門店「VEGETABLE SISTERS」を営む三姉妹のパティシエ。気を失った宇田川を介抱後、宇田川と共に店の再開資金を手にするため狂言誘拐を企てることに。ケーキ作りにおいて味覚を守るために辛い物を取らないといったプロ意識の持ち主。
安達美保子
演 - 舟木幸
フードプロデューサーでプロデュースしたスイーツ・飲食店を次々とヒットさせていることから「スイーツの女王」と呼ばれている。ザンギリキラーの5人目の被害者と思われていたが…。
ザンギリキラー
演 - 坂本真
世間を賑わす連続猟奇殺人犯。ロングヘアーの女性を殺害した後、女性の髪を切り煙草を一服する独特な行動を取っている。
大川
演 - 小林すすむ
宇田川家の執事。宇田川の誘拐事件に際し、当主から警察に宛てた手紙を持ってきた。

#### 第8話
松戸フランソワーズ小百合
演 - 梅宮万紗子
自称千里眼を持つ占い師。水晶によって千里眼の如く、如何なる場所でも見通せると自称し、その力を見せつける。幼い頃からその力を備えていたらしく、その力を役立てたいと願い占い師になった。
市川香織
演 - 山下容莉枝
小野田志津代の所属事務所社長兼マネージャー。
小野田志津代
演 - 海島雪
女優。記念すべき「ささやき刑事」シリーズの初回ゲスト。謎の行方不明に。
小川修子
演 - 金子さやか
「やじうまスクランブル」レポーターの東西テレビアナウンサー。
五反田四郎
演 - 住田隆
青井みどり
演 - 中沢純子
上記2人は、「やじうまスクランブル」の司会。
大橋
演 - 積圭祐
高山
演 - 櫻庭博道
上記2人は、東西テレビのスタッフ。

#### 第9話
富里すみれ
演 - 酒井彩名
アイドル棋士（女流四段）。先の先を読む戦い方を得意とし、決め台詞は「富里すみれ、この玉いただきっ!!」。父親・正臣も棋士（名人）。生後2時間で駒を父に無理やり持たされ、3歳で将棋を始め、6歳で公式試合に出場した。
蝮田陽介
演 - 津田寛治
すみれと虎王杯で対戦する名人。自分の試合を仰々しく語る癖があり、自分が負けた試合ですらも自画自賛する。
岡本奈津子
演 - 大島蓉子
すみれの付き人。
椎名武士
演 - 弓削智久
輸入雑貨の企画・販売商、すみれの恋人。
深沢秋子
演 - 鈴木美恵
女流棋士（女流六段）。目隠し状態のすみれと対戦して敗北。

#### 最終話
千葉美由貴
演 - 横山めぐみ
最年少で教授となった女医。遺体の司法解剖も担当しており、死んだ人の体によって医学が進歩してきたという信念の持ち主。
浅野高治
演 - 金山一彦
デイトレーダー。左腕に蝶の刺青がある。かつて株で失敗し、宇田川を誘拐して身代金を取ろうと画策したが、間違えて子供のさくらを誘拐してしまったことがある。1965年11月6日生まれの43歳。
大森金太
演 - 林和義
サラ金「ニコニコ金融」の経営者。
近藤幸夫
演 - 与古田康夫
千葉・浅野の同級生。17年前の平成3年5月18日、歩道橋から転落死した。
サラ金社員
演 -  山田キヌヲ
サラ金「ニコニコ金融」社員。

## さくらのコスプレ
- 全話共通　1　3　4　6　9
  - 居酒屋店員（呼び込みつき）
- 第1話
  - 土木作業員
  - 舞妓
  - メイド
- 第2話
  - 吉野家店員
  - ゲイバーのダンサー
  - 金髪のメイド（居酒屋）
- 第3話
  - 女子高校生（メガネつき）
  - ウエイトレス（名曲喫茶）
- 第4話
  - 着ぐるみ（コアラ）
  - 劇団員
  - 丑の刻参り
- 第5話
  - 金星人
  - 屋台の店員
- 第6話
  - 寅さん（洗剤の実演販売員）
- 第7話
  - 綾波レイ（漫画喫茶店員）
  - セイラ・マス（漫画喫茶店員）
  - 寿司職人の姿をしたピザ屋（店名は「来々軒」）
  - 着物姿（居酒屋の衣装）
- 第8話
  - 占い師
  - 巫女
- 第9話
  - ガソリンスタンド店員（セールスつき）
  - 袴（女流棋士）
- 最終話
  - 大学病院受付嬢
  - 婦人警官（ささやき刑事出演）

## スタッフ
- 脚本 - 林誠人、荒井修子、加藤淳也、小川みづき
- 音楽 - 蓜島邦明
- 演出 - 植田泰史、石川淳一、城宝秀則、田村直己、岩田和行、都築淳一
- 主題歌 - YA-KYIM「Super☆Looper」（ワーナーミュージック・ジャパン）[10]
- 技術プロデューサー - 長谷川美和
- 撮影 - 磯貝喜作
- 映像 - 服部正邦
- 照明 - 相沢敦
- 音声 - 関根光晶
- 編集 - 河村信二
- ライン編集 - 松本英之
- 音響効果 - 安藤友章
- MA - 小林祐二
- タイトルバック - 高岡直樹
- タイトルデザイン - 上野隆文
- 美術プロデューサー - 吉良久仁子
- 美術デザイン - 竹中健
- 美術進行 - 森田智弘
- 装飾 - 木下堅善
- 衣裳 - 増田歩
- ヘアメイク - 小林真由
- 持道具 - 中村豊
- アクリル装飾 - 中村哲治
- 編成 - 藤川克平、三輪祐見子、菊池寛之
- 宣伝 - 石野貴、畑田紘孝
- スチール - 斉藤由美
- ホームページ制作 - 武田京子、小笠原克敏、南由紀子
- 車輌 - 富士映画
- スタントコーディネーター - 釼持誠
- 演出補 - 根本和政、岩田和行、小山田雅和
- 制作担当 - 梶川雅也、吉岡亨、真野清文
- 記録 - 稲田麻由子、田中小鈴、田中久美子
- プロデューサー補 - 鈴木里佳子
- チーフプロデューサー - 桑田潔（テレビ朝日）
- プロデューサー - 大川武宏（テレビ朝日）、高丸雅隆（共同テレビ）
- 音楽協力 - テレビ朝日ミュージック
- 協力 - ベイシス、バスク、フジアール
- 制作 - テレビ朝日、共同テレビ

## エピソードリスト
| 話数 | エピソードタイトル               | 初回放送日    | 脚本       | 演出     | メインゲスト               | 視聴率 |
| --- | -------------------------------- | ------------- | ---------- | -------- | -------------------------- | ------ |
| 第1話 | 二重密室殺人の彼女               | 2008年4月11日 | 林誠人     | 植田泰史 | 黒谷友香                   | 8.3%   |
| 記憶力は抜群でありながら、勉強は苦手な小説家志望の森田さくらは、売れっ子作家『ユリ&ミキ』の付き人をしながら、作家の卵を続けていた。ある日『ユリ&ミキ』の一人が殺され、第一発見者として現場に居合わせたさくらは親戚関係が官僚や政治家だらけの坊ちゃん刑事・宇田川教生と出会う。宇田川に推理力を買われたさくらはバイトとして捜査の手伝いをすることに。                                               |                                  |               |            |          |                            |        |
| 第2話 | 華麗なる完全犯罪の彼女           | 2008年4月18日 | 林誠人     | 石川淳一 | 新山千春                   | 10.4%  |
| レストラン「VENTRO MONTAGNA」でオーナー・大屋の他殺体が発見される。事件の第一発見者の見習いシェフの尚美に一目惚れした宇田川とさくらは大屋が通うゲイバーで元従業員の栗原と喧嘩していたという情報を入手し、栗原の元を訪ねるが、栗原は自分が目撃した出来事を語り、アリバイを主張する。 |                                  |               |            |          |                            |        |
| 第3話 | 麗しきダイイングメッセージの彼女 | 2008年4月25日 | 荒井修子   | 城宝秀則 | 星野真里                   | 8.5%   |
| 名門女子校で教師の船橋が刺され死亡する事件が発生。残された凶器に指紋は検出されなかったが、遺体は まことちゃんのギャグと思しき指の形をしていた。宇田川はこの指の形をダイイングメッセージだと推理し、さくらは女子高生として愛華女学院高等学校へ潜入捜査を開始する。 |                                  |               |            |          |                            |        |
| 第4話 | 死体を瞬間移動させた彼女         | 2008年5月2日  | 林誠人     | 植田泰史 | 山口紗弥加                 | 9.3%   |
| 劇団「かんじんかなめ」の舞台女優・里紗と遊園地でデートをしていた宇田川は里紗と望遠鏡で演出家の西城がマンション内で殺害される様子を目撃するが、現場に駆けつけた時には西城の遺体は消えていた。そして程無く西城の遺体が発見されるが、遺体は事件発生から発見時刻までの時間では行き来が困難な場所にあり、海辺周辺に足跡は残されていないという遺体が瞬間移動をしたとしか考えられない状況が発生していた。 |                                  |               |            |          |                            |        |
| 第5話 | ヴィーナスに魅せられた彼女       | 2008年5月9日  | 林誠人     | 石川淳一 | 片瀬那奈                   | 9.7%   |
| さくらのバイト先のテーマパーク「ルナルナパーク」のイベント当日、「ルナルナパーク」の園長が謎の失踪を遂げる。招待客として居合わせた宇田川は秘書の平井から社長の捜索を頼まれるが、まもなく園長の血痕が付着した財布が見つかり、現場にはミステリーサークルが残されていた。園長が何らかの事件に巻き込まれたと目された事件を調べるうちにさくらは事件の真相を掴んだが…。                                  |                                  |               |            |          |                            |        |
| 第6話 | 呪われた花嫁の彼女               | 2008年5月16日 | 加藤淳也   | 田村直己 | 紺野まひる                 | 7.7%   |
| 宇田川家と親交がある習志野家の婚姻パーティーに出席したさくらと宇田川。習志野家で行われる婚姻の儀式では婚姻がふさわしくない場合は新郎新婦共々先祖の霊が乗り移った甲冑に殺されるという言い伝えがあった。そして儀式の最中、宇田川は動く甲冑の姿を目撃、さらに京香の婚約者が殺害されてしまう。現場に居合わせた京香の証言では婚約者が甲冑に殺されたという…。                                            |                                  |               |            |          |                            |        |
| 第7話 | 3姉妹誘拐団の彼女                | 2008年5月23日 | 小川みづき | 岩田和行 | 矢吹春奈 松永京子 小松彩夏 | 8.4%   |
| 連続殺人犯・ザンギリギラーによる犯行が世間を賑わしていた頃、同一犯による5件目の犯行が行われた。一方、その現場周辺にいた宇田川は何者かに殴られ気を失うが、ケーキ屋を営む野田三姉妹に介抱される。程なくして、富士見署宛にザンギリキラーから宇田川を誘拐したという一報が送られ、身代金1億円を要求される。しかし、全ては宇田川と野田三姉妹が企てた狂言誘拐だった。                                     |                                  |               |            |          |                            |        |
| 第8話 | 千里眼の目を持つ彼女             | 2008年5月30日 | 林誠人     | 都築淳一 | 梅宮万紗子                 | 9.3%   |
| デートする予定の彼女が警察に「持ってかれた」宇田川は占い師のフランソワーズ小百合と出会う。一方、女優の小野田志津代が忽然と失踪した事件で話題が持ちきりになっている頃、小百合がテレビの前で志津代を発見すると宣言する。その後テレビの生放送で小百合は占いの力で遺体となった志津代の居場所を発見、さらに小百合は凶器の場所も言い当てるが、その場所はささやき刑事こと藤村のロッカーにあった。         |                                  |               |            |          |                            |        |
| 第9話 | 鉄壁のアリバイを持つ彼女         | 2008年6月6日  | 加藤淳也   | 田村直己 | 酒井彩名                   | 7.7%   |
| 輸入雑貨を手がける商人の椎名が自宅内で刺殺された。一番の容疑者は椎名に別れを告げに来たという第一発見者の女流棋士・すみれ。だがすみれには犯行時刻に対局をしていたという完璧なアリバイがあった。すみれの言動に作為的な物を感じたさくらはすみれが仕掛けたアリバイトリックの解明に挑む。 |                                  |               |            |          |                            |        |
| 最終話 | 過去から来た彼女                 | 2008年6月13日 | 林誠人     | 都築淳一 | 横山めぐみ                 | 9.4%   |
| デイトレーダー・浅野が死亡する事件が発生。事件は自殺で結論付けられたが、浅野の腕にある蝶の刺青を見たさくらは浅野が自分の過去と関わりがあると思い、独自に浅野の調査を開始する。程なく金融会社社長の大森が殺害され、事件直前に大森を訪ねたさくらが殺人犯として疑われることに。そして事件の真相はさくらの過去を紐解いていく。                                                                         |                                  |               |            |          |                            |        |

- 平均視聴率 8.9%（視聴率はビデオリサーチ調べ、関東地区・世帯）

## 遅れネット局
- KSB瀬戸内海放送は5日遅れの水曜日24:45から放送。
- EAT愛媛朝日テレビは6日遅れの木曜日24:16から放送。
- MRT宮崎放送（TBS系列）は2008年6月5日より木曜日14:55から放送。
- KUTVテレビ高知（TBS系列）は2008年10月31日より金曜日24:40から放送。
- FBC福井放送（日本テレビ系列・テレビ朝日系列クロスネット）は2008年12月より平日朝10時枠放送。
- TUTチューリップテレビ（TBS系列）は2009年3月2日より平日朝10時枠放送。